# Puchevillers
Puchevillers est une commune française située dans le département de la Somme, en région Hauts-de-France.

## Géographie

### Localisation
Puchevillers est un village picard de l'Amiénois.
À vol d'oiseau, la localité est située à 9 km au nord-est de Villers-Bocage, 12 km au sud-est de Doullens, 18 km au nord-ouest de Corbie, 18 km au sud-est d'Albert, 20 km au nord-est d'Amiens et à 37 km au sud-ouest d'Arras.
Le territoire de la commune est limitrophe de ceux de cinq communes.
Les communes limitrophes sont  Beauquesne, Hérissart, Raincheval, Talmas et Toutencourt.

### Hydrographie
La commune est située dans le bassin Artois-Picardie. Elle n'est drainée par aucun cours d'eau.

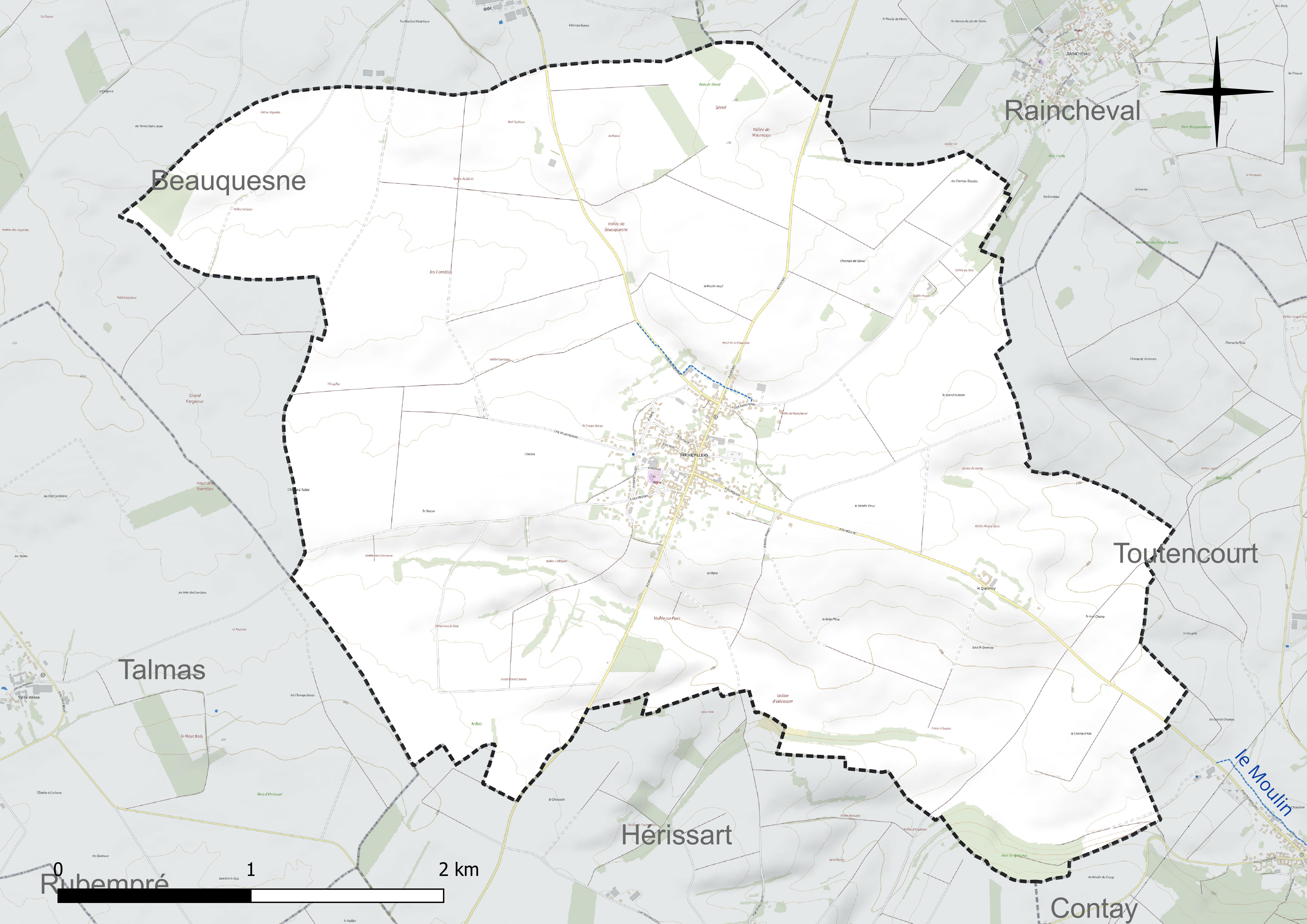
Réseau hydrographique de Puchevillers.

### Climat
Pour des articles plus généraux, voir Climat des Hauts-de-France et Climat de la Somme.
En 2010, le climat de la commune est de type climat des marges montargnardes, selon une étude du CNRS s'appuyant sur une série de données couvrant la période 1971-2000. En 2020, Météo-France publie une typologie des climats de la France métropolitaine dans laquelle la commune est exposée à un climat océanique et est dans la région climatique Nord-est du bassin Parisien, caractérisée par un ensoleillement médiocre, une pluviométrie moyenne régulièrement répartie au cours de l'année et un hiver froid (3 °C).
Pour la période 1971-2000, la température annuelle moyenne est de 10,1 °C, avec une amplitude thermique annuelle de 14,5 °C. Le cumul annuel moyen de précipitations est de 834 mm, avec 12,4 jours de précipitations en janvier et 9,3 jours en juillet. Pour la période 1991-2020, la température moyenne annuelle observée sur la station météorologique la plus proche, située sur la commune de Saulty à 20 km à vol d'oiseau, est de 10,4 °C et le cumul annuel moyen de précipitations est de 899,7 mm,. Pour l'avenir, les paramètres climatiques de la commune estimés pour 2050 selon différents scénarios d'émission de gaz à effet de serre sont consultables sur un site dédié publié par Météo-France en novembre 2022.

## Urbanisme

### Typologie
Au 1er janvier 2024, Puchevillers est catégorisée bourg rural, selon la nouvelle grille communale de densité à sept niveaux définie par l'Insee en 2022.
Elle est située hors unité urbaine. Par ailleurs la commune fait partie de l'aire d'attraction d'Amiens, dont elle est une commune de la couronne,. Cette aire, qui regroupe 369 communes, est catégorisée dans les aires de 200 000 à moins de 700 000 habitants,.

### Occupation des sols
L'occupation des sols de la commune, telle qu'elle ressort de la base de données européenne d'occupation biophysique des sols Corine Land Cover (CLC), est marquée par l'importance des territoires agricoles (97,8 % en 2018), une proportion sensiblement équivalente à celle de 1990 (98,1 %). La répartition détaillée en 2018 est la suivante : 
terres arables (89,1 %), prairies (8,7 %), zones urbanisées (2,2 %). L'évolution de l'occupation des sols de la commune et de ses infrastructures peut être observée sur les différentes représentations cartographiques du territoire : la carte de Cassini (XVIIIe siècle), la carte d'état-major (1820-1866) et les cartes ou photos aériennes de l'IGN pour la période actuelle (1950 à aujourd'hui).

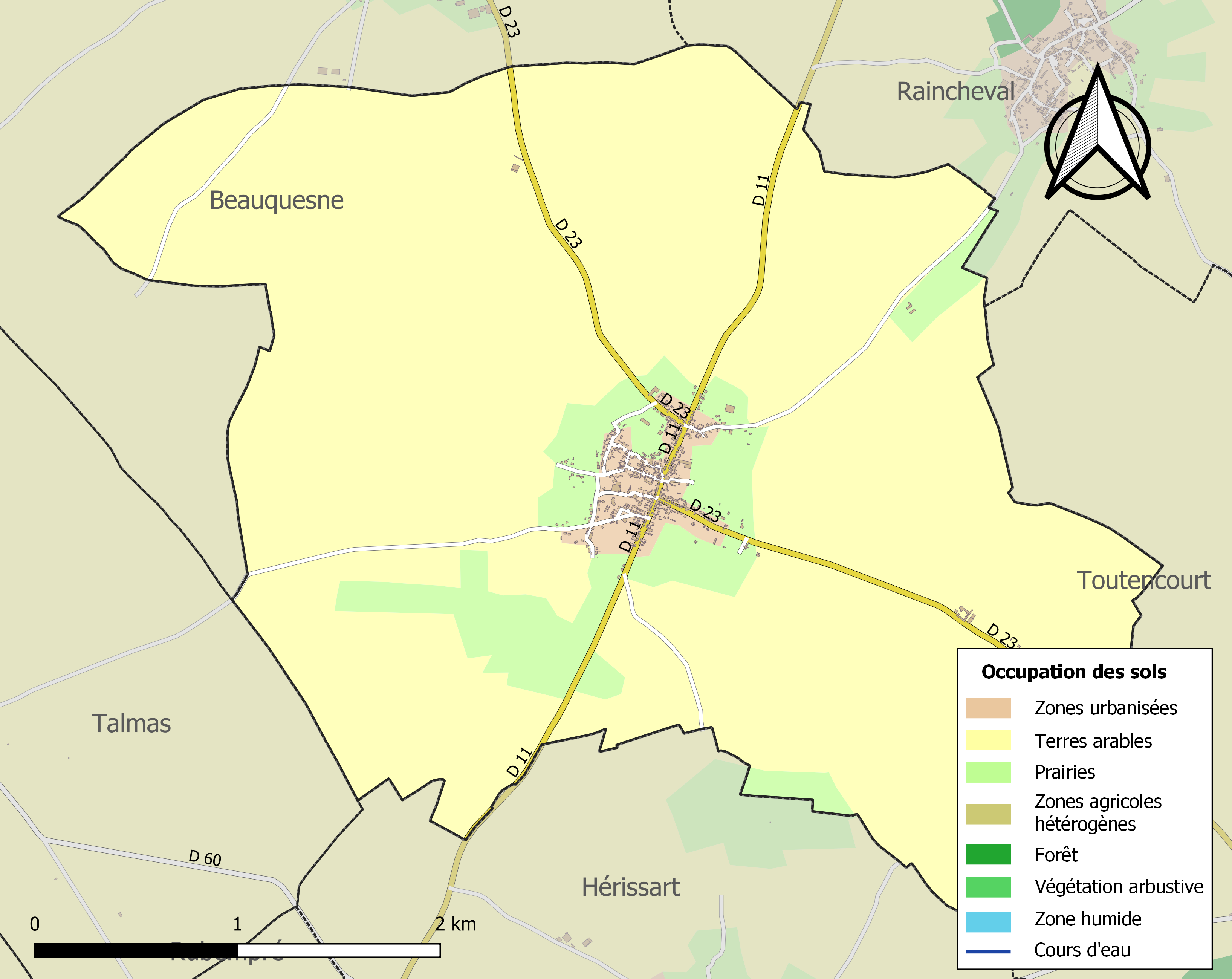
Carte des infrastructures et de l'occupation des sols de la commune en 2018 (CLC).

### Voies de communication et transports
Elle est desservie en 2019 par la ligne d'autocars no 23 (Doullens - Beauquesne - Amiens) du réseau Trans'80, Hauts-de-France, tous les jours sauf le dimanche et les jours fériés.

## Toponymie
Le nom de la localité est attesté sous les formes Pussivillaris ; Puceuviler (1202) ; Pucenvillaris (1204) ; Puchenviller (1204) ; Puceviller (1207) ; Pucenvillare (1234) ; Pucheinvilleir (1238) ; Puchevileir (1238) ; Pucheviler (1240) ; Puchenviler (1240) ; Puchanviler (1240) ; Puchensviler (1271) ; Pulcheviller (1271) ; Puciwiler (1271) ; Puchevilez (1301) ; Puchevilet (1317) ; Pucheviller (1301) ; Peuchiviller (1329) ; Puchevillers (1387) ; Puchevillez (1470) ; Puchevillier (1427) ; Puchevilliers (1567) ; Pusvillers (1759) ; Puchenvillers (1656) ; Puchevillé (1657) ; Pulchevillers (1757).
Villers est un appellatif toponymique français et un patronyme qui procède généralement du gallo-roman villare, dérivé lui-même du gallo-roman villa « grand domaine rural », issu du latin villa rustica.

## Histoire
En 1443, Antoine de Bournonville, déjà seigneur de Toutencourt, agrandit cette possession en achetant en 1443 le fief tout proche du Quesnoy-lès-Puchevilliers, situé dans l'actuelle commune de Puchevilliers.

## Politique et administration
Par arrêté préfectoral du 27 décembre 2016, la commune est détachée le 1er janvier 2017 de l'arrondissement d'Amiens pour intégrer l'arrondissement de Péronne.

### Liste des maires
| Période                                  | Période                      | Identité             | Étiquette | Qualité  |
| ---------------------------------------- | ---------------------------- | -------------------- | --------- | -------- |
| Les données manquantes sont à compléter. |                              |                      |           |          |
| mars 2001                                | 2014                         | Yvon Denis           |           |          |
| 2014                                     | juillet 2020                 | Bernard Douet        |           |          |
| juillet 2020                             | En cours (au 6 juillet 2020) | Pascal Dekydtspotter |           | Retraité |

## Population et société

### Démographie
L'évolution du nombre d'habitants est connue à travers les recensements de la population effectués dans la commune depuis 1793. Pour les communes de moins de 10 000 habitants, une enquête de recensement portant sur toute la population est réalisée tous les cinq ans, les populations de référence des années intermédiaires étant quant à elles estimées par interpolation ou extrapolation. Pour la commune, le premier recensement exhaustif entrant dans le cadre du nouveau dispositif a été réalisé en 2005.

En 2022, la commune comptait 561 habitants, en évolution de +1,63 % par rapport à 2016 (Somme : −1,26 %, France hors Mayotte : +2,11 %).
| 1793 | 1800 | 1806 | 1821 | 1831 | 1836 | 1841 | 1846 | 1851 |
| ---- | ---- | ---- | ---- | ---- | ---- | ---- | ---- | ---- |
| 670  | 696  | 717  | 764  | 876  | 920  | 948  | 916  | 892  |

| 1856 | 1861 | 1866 | 1872 | 1876 | 1881 | 1886 | 1891 | 1896 |
| ---- | ---- | ---- | ---- | ---- | ---- | ---- | ---- | ---- |
| 900  | 928  | 907  | 836  | 814  | 717  | 686  | 660  | 648  |

| 1901 | 1906 | 1911 | 1921 | 1926 | 1931 | 1936 | 1946 | 1954 |
| ---- | ---- | ---- | ---- | ---- | ---- | ---- | ---- | ---- |
| 630  | 601  | 576  | 508  | 509  | 508  | 504  | 459  | 455  |

| 1962 | 1968 | 1975 | 1982 | 1990 | 1999 | 2005 | 2006 | 2010 |
| ---- | ---- | ---- | ---- | ---- | ---- | ---- | ---- | ---- |
| 435  | 438  | 395  | 424  | 483  | 487  | 500  | 502  | 522  |

| 2015 | 2020 | 2022 | - | - | - | - | - | - |
| ---- | ---- | ---- | - | - | - | - | - | - |
| 547  | 556  | 561  | - | - | - | - | - | - |

### Enseignement
La commune dispose de l'école maternelle et élémentaire Victor-Hugo, située dans l'académie d'Amiens, en zone B.
Inaugurée en 2002 — 200e anniversaire de la naissance de l'écrivain Victor Hugo —, elle accueille 46 élèves pour l'année scolaire 2016-2017.

### Associations
- Foyer rural
- Société de chasse
- Les Coyotes
- Club de gym
- Section A.C.P.D-C.A.T.M
- Coopérative scolaire
- Association Ça pulse à Puch'

### Équipements et services
- Salle polyvalente.
- Salle communale (ancienne école rue d'En-Bas).
- Un commerce de proximité : depuis 2015, l'estaminet « AU TIO PUCH » dont le nom a été choisi par ses habitants. L'établissement propose divers services selon les codes des Estaminets Authentiques : coiffeur, commande de fioul groupée, vente de timbres, covoiturage, marché, restauration, bar licence IV et soirées à thème.
- Château d'eau autonome.

## Culture locale et patrimoine

### Lieux et monuments
- Église Saint-Martin : constituée d'une nef à bas côtés terminée par un chœur à chevet plat, elle a été reconstruite aux  XVIIe siècle-XVIIIe siècle. Le chœur conserve une abside médiévale (XIIIe siècle-XIVe siècle) avec une grande fenêtre à trois lancettes, désormais murée. La tour du clocher a été bâtie sur l'axe principal (ancienne voie romaine) en 1718 ou 1778, selon le cartouche d'inscription sur la façade. Les cloches ont été baptisées Henriette, Josèphe et Marie. L'église a été restaurée en 2010-2011[30].
- Cimetière britannique (chemin de la Vicogne). En juin 1916, juste avant l'ouverture des batailles de la Somme, les 3e et 44e postes d'évacuation sont installés à Puchevillers. Les parcelles I à V, et la quasi-totalité de la parcelle VI ont été implantées par les hôpitaux avant la fin de mars 1917. Pour les deux mois qui ont suivi, le poste d'évacuation sanitaire Sud Midland 2nd/1st a utilisé le cimetière.

Le terrain VII contient la plupart du temps les tombes des hommes qui sont tombés au cours de l'avance allemande de 1918. Un grand nombre d'entre eux ont été inhumés par la 49e station d'échange, en mars 1918, ou par le 48e Groupe de Travail, en août de la même année.
Le cimetière britannique, conçu par Sir Edwin Lutyens, contient 1 763 sépultures de la Première Guerre mondiale.
- Calvaire érigé par Philomène Bouchez Petit Compère (rue du Moulin).

À la suite d'un vœu pieux, Jean-Baptiste et Philomène Bouchez décident d'ériger un calvaire en ex-voto à caractère privé : aucune victime de leurs familles ou du village dans les combats de la guerre 1870-1871.
En 1888, après accord du propriétaire du terrain situé à l'angle de la rue du Moulin et du chemin de Varennes, cet emplacement fut donné à titre gracieux où il fut placé une croix de cinq mètres de haut dont deux mètres en soubassement avec un Christ plus grand qu'humain sans couronne d'épines.
Avant 1939, les processions de la Fête-Dieu et du 15 août permettaient une pause de l'ostensoir ou de la statue de la Vierge sur un autel installé pour la circonstance.
En 1987, le Foyer rural décida de mettre en valeur le patrimoine local, fleurissement du village, des trois calvaires et de la croix de mission.
Au départ étaient plantés en demi-cercle cinq arbres mais deux d'entre eux étaient atteints de la maladie du champignon. Ils furent remplacés par une haie de troènes panachés et le devant par un massif de fusain et d'euonymus dorés. Le récent hiver 2012-2013 rigoureux et long avec des gelées sévères créa une très grande perte.
- Monument aux morts. Sur le monument aux morts, érigé en 1920, sont indiqués les soldats morts pour la patrie pendant les deux guerres du siècle dernier ainsi que les victimes de guerre.
  - 1914-1918, commémoration le 11 novembre.
  - 1939-1945, commémoration le 8 mai.

Une association des anciens combattants se réunit tous les ans en congrès, dans un des villages du canton. Les porte-drapeaux rappellent la mémoire des disparus. Au village et les environs, les anciens combattants rendent visite à un de leurs « camarades » malade. Lors du décès d'un ancien combattant, on se recueille devant le monument aux morts.

### Héraldique
| Blason de Puchevillers | Blason  | Tranché: au 1er de sable à trois lionceaux d'or, au 2e d'or à la fleur de coquelicot de gueules, boutonnée de sable aux étamines d'or; à la cotice de gueules chargée de cinq fusées d'argent aboutées brochant sur la partition. |
| Blason de Puchevillers | Détails | Le statut officiel du blason reste à déterminer. |